# Harharia Chak
Harharia Chak là một thị trấn thống kê (census town) của quận Murshidabad thuộc bang Tây Bengal, Ấn Độ.

## Nhân khẩu
Theo điều tra dân số năm 2001 của Ấn Độ, Harharia Chak có dân số 8435 người. Phái nam chiếm 51% tổng số dân và phái nữ chiếm 49%. Harharia Chak có tỷ lệ 67% biết đọc biết viết, cao hơn tỷ lệ trung bình toàn quốc là 59,5%: tỷ lệ cho phái nam là 72%, và tỷ lệ cho phái nữ là 63%. Tại Harharia Chak, 13% dân số nhỏ hơn 6 tuổi.